# Frédéric Ier de Ferrette
Frédéric Ier de Montbéliard, mort en 1160, était comte de Ferrette et d'Altkirch de 1105 à 1160. 

## Biographie
Il était fils de Thierry, comte de Montbéliard, de Ferrette, d'Altkirch et de Bar, et d'Ermentrude de Bourgogne.
À la mort de son père, il obtint Ferrette et Altkirch en partage. On ne sait pas grand-chose de lui. 
Il épousa en 1111 Petrissa de Zähringen († 1115), fille de Bertold II duc de Zähringen et de Souabe, et d'Agnès de Rheinfelden, fille de Rodolphe de Rheinfelden.
Veuf, il se remaria à Etiennette de Vaudémont, fille de Gérard Ier, comte de Vaudémont, et  d'Hedwige de Dagsbourg, et eut :
- Louis Ier († 1190), comte de Ferrette.